# Fiorenzo Treossi
Fiorenzo Treossi (1959. június 10. –) olasz nemzetközi labdarúgó-játékvezető.

## Pályafutása

### Nemzeti játékvezetés
1993-ban lett a Serie A játékvezetője. Az aktív nemzeti játékvezetéstől 2003-ban vonult vissza. Első ligás mérkőzéseinek száma: 124.

#### Nemzeti kupamérkőzések
Vezetett Kupa-döntők száma: 2.

##### Szuperkupa
| Időpont             | Helyszín                        | Mérkőzés típusa | Mérkőzés                | Eredmény |
| ------------------- | ------------------------------- | --------------- | ----------------------- | -------- |
| 1996. augusztus 25. | Giuseppe Meazza Stadion, Milánó | döntő           | AC Milan–ACF Fiorentina | 1 : 2    |

##### Olasz-kupa
| Időpont           | Helyszín              | Mérkőzés típusa        | Mérkőzés    | Eredmény |
| ----------------- | --------------------- | ---------------------- | ----------- | -------- |
| 1998. április 29. | Stadio Olimpico, Róma | döntő második mérkőzés | Lazio–Milan | 3 – 1    |

### Nemzetközi játékvezetés
Az Olasz labdarúgó-szövetség Játékvezető Bizottsága (JB) terjesztette fel nemzetközi játékvezetőnek, a Nemzetközi Labdarúgó-szövetség (FIFA) 1997-től tartotta nyilván bírói keretében. Több nemzetek közötti válogatott és klubmérkőzést vezetett. UEFA besorolás szerint az „elit” kategóriába tevékenykedett. Az olasz nemzetközi játékvezetők rangsorában, a világbajnokság-Európa-bajnokság sorrendjében többedmagával a 46. helyet foglalja el 1 találkozó szolgálatával. Az aktív nemzetközi játékvezetéstől 2003-ban a FIFA 45 éves korhatárát elérve búcsúzott. Válogatott mérkőzéseinek száma: 7.

#### Európa-bajnokság
Az európai-labdarúgó torna döntőjéhez vezető úton Belgiumba és Hollandiába a XI., a 2000-es labdarúgó-Európa-bajnokságra az UEFA JB játékvezetőként foglalkoztatta.

##### Selejtező mérkőzés
| Időpont         | Helyszín                     | Mérkőzés típusa           | Mérkőzés           | Eredmény | Nézők száma |
| --------------- | ---------------------------- | ------------------------- | ------------------ | -------- | ----------- |
| 1999. június 9. | Republican Stadion, Chișinău | előselejtező (3. csoport) | Moldova–Finnország | 0 : 0    | 8 000       |

## Sportvezetőként
2005-től a Serie A-ban szereplő csapatnak, az AC Cesena vezetője.

## Magyar vonatkozás
| Időpont           | Helyszín                    | Mérkőzés típusa     | Mérkőzés                | Eredmény | Nézők száma |
| ----------------- | --------------------------- | ------------------- | ----------------------- | -------- | ----------- |
| 2001. április 25. | Üllői úti Stadion, Budapest | válogatott mérkőzés | Magyarország–Finnország | 0 : 0    | 5 175       |